# Stephen Domingo
Stephen George Adeniran Domingo (San Francisco, California, 9 de mayo de 1995) es un baloncestista con doble nacionalidad nigeriana y estadounidense que actualmente se encuentra sin equipo. Con 2,01 metros de estatura, juega en la posición de alero.

## Trayectoria deportiva

### Universidad
Jugó dos temporadas con los Hoyas de la Universidad de Georgetown, en las que  apenas dispuso de minutos de juego.En 2014 fue transferido a los Golden Bears de la Universidad de California en Berkeley, donde jugó dos temporadas más en las que promedió 2,0 puntos y 2,0 rebotes por partido.

### Profesional
Tras no ser elegido en el Draft de la NBA de 2017, el 19 de julio de ese mismo año firmó su primer contrato profesional con el Donar Groningen de la liga neerlandesa. Allí jugó una temporada en la que promedió 7,9 puntos y 3,6 rebotes por partido. en el mes de marzo sufrió una rotura de ligamentos, regrsando a Estados Unidos para recuperarse.
No volvió a las pistas hasta la Temporada 2019-20 cuando fichó por los Lakeland Magic de la G League. Jugó once partidos, promediando 8,6 puntos y 4,5 rebotes, hasta que una nueva lesión en el mes de diciembre volvió a apartarles de las pistas.
En 2021, Domingo se unió a los Fort Wayne Mad Ants.

### Internacional
Jugó en 2012 con la selección de Estados Unidos el Mundial de Lituania sub-17, donde consiguieron la medalla de oro.
En junio de 2019 fue uno de los preseleccionados del equipo de Nigeria para disputar la Copa Mundial de 2019 de China, aunque no estuvo entre los doce elegidos finalmente. Debutó con su selección absoluta en un amistoso ante República Dominicana, en el que lograron la victoria, siendo Domingo el máximo anotador.